# Sky Airline
Ne pas confondre avec Sky Airlines, compagnie aérienne turque
Sky Airline est une compagnie aérienne basée à l'Aéroport international Arturo-Merino-Benítez à Santiago du Chili, au Chili. C'est la seconde plus importante compagnie aérienne du pays derrière sa rivale, LATAM Chile (ex LAN Airlines). Elle propose des destinations domestiques et internationales vers l'Argentine, le Brésil, le Pérou et la Bolivie.

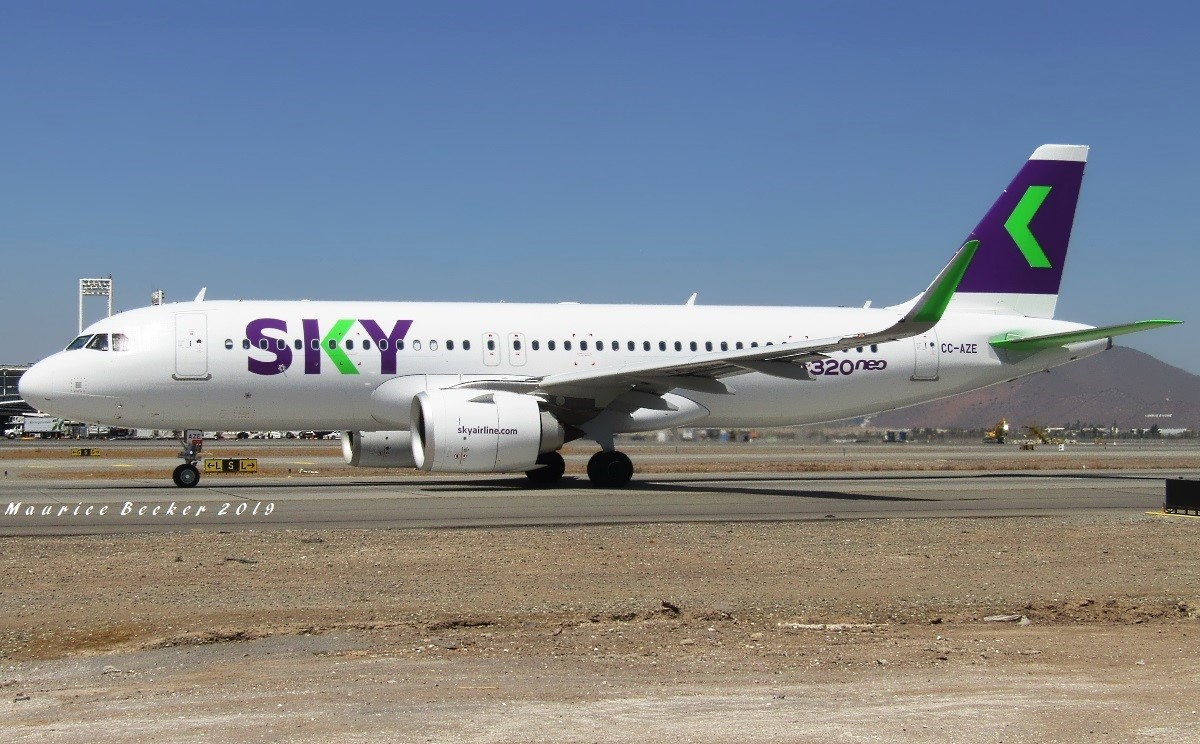
Un Airbus A320neo dans la nouvelle livrée (2019)

## Flotte
En septembre 2020, SKY a terminé le renouvellement de 100 % de sa flotte en Airbus A320neo, devenant ainsi la compagnie aérienne avec la flotte la plus moderne et la plus récente du continent[réf. nécessaire] et la première compagnie aérienne à exploiter une flotte entièrement composée d'A320neo.

## Ancienne flotte
À ses débuts, la flotte de Sky Airline était composée à 100 % de Boeing 737. L'introduction des Airbus A320 date de 2010, et remplacent alors progressivement les Boeing jusqu'en 2013.
| Appareils               | Introduit | Retiré |
| ----------------------- | --------- | ------ |
| Boeing 737-200 Advanced | 2001      | 2013   |
| Boeing 737-300          | 2008      | 2008   |
| Airbus A319-100         | 2013      | 2020   |
| Airbus A320-200         | 2010      | 2019   |

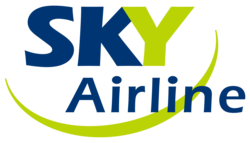
Ancien logo de la compagnie
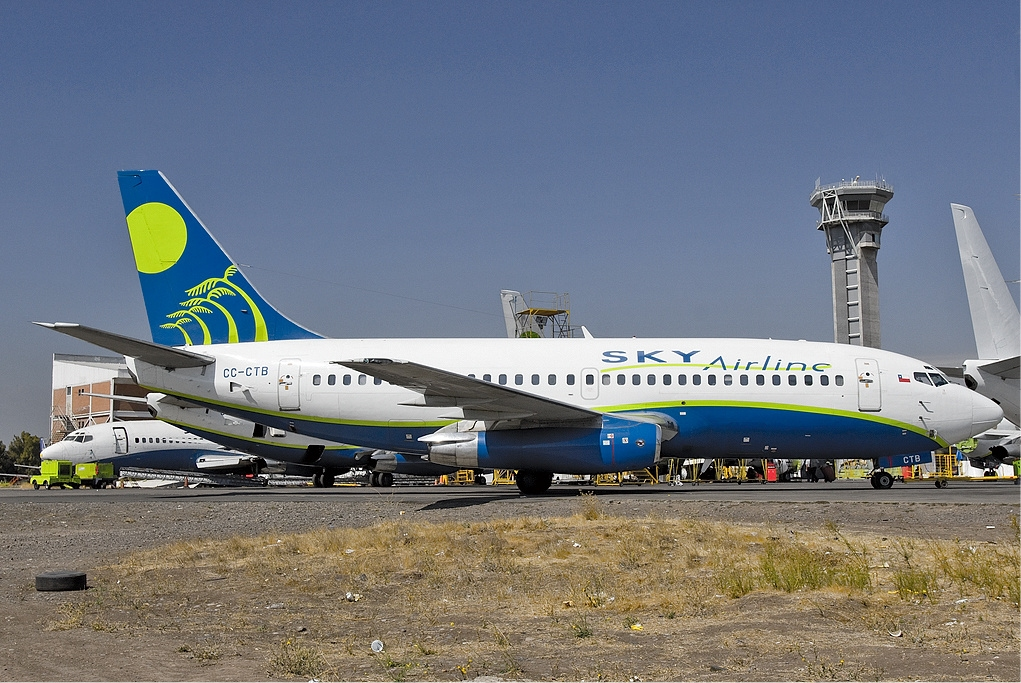
Un Boeing 737-200 de Sky Airline en 2008
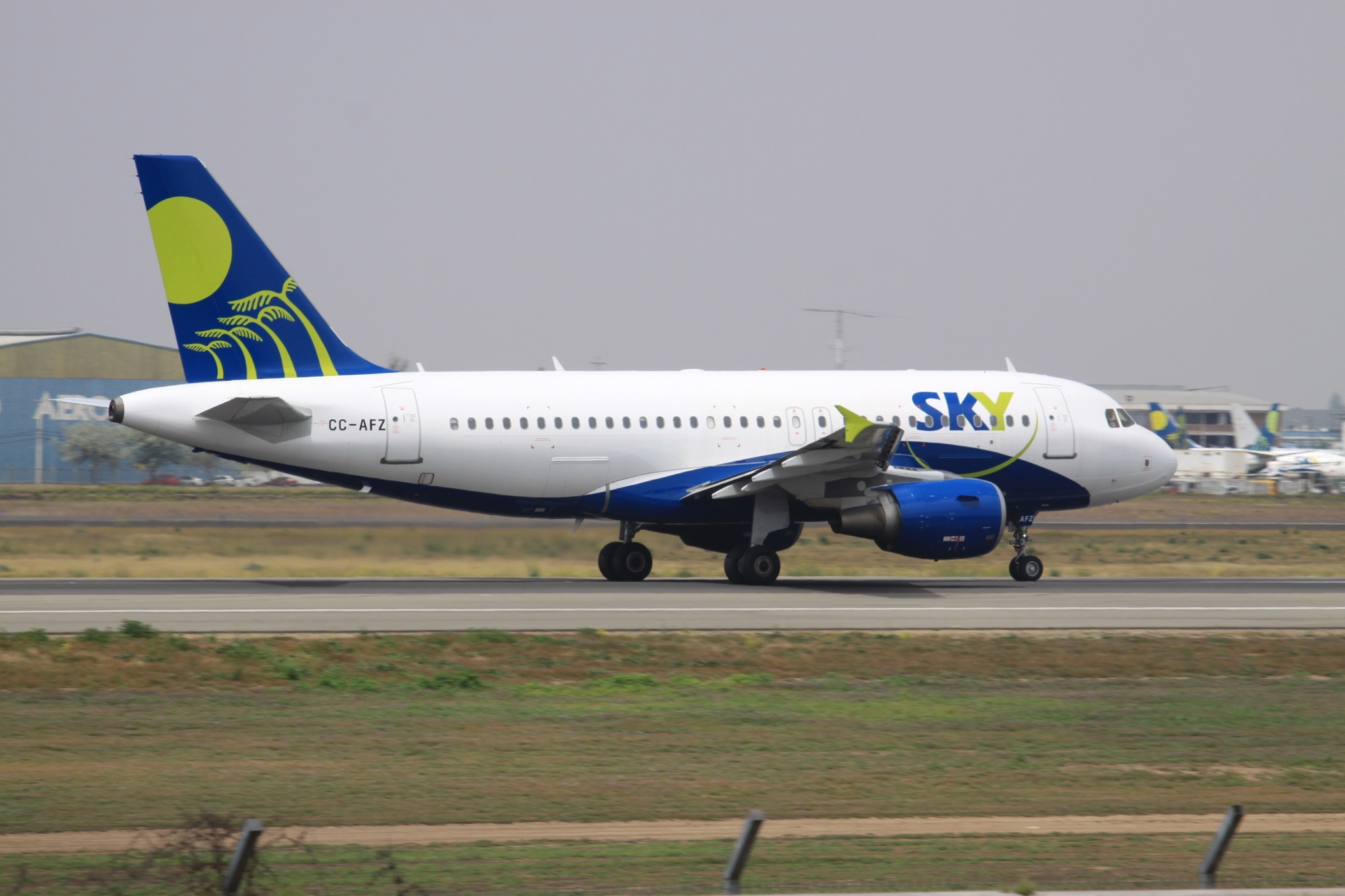
Un Airbus A319 de Sky Airline
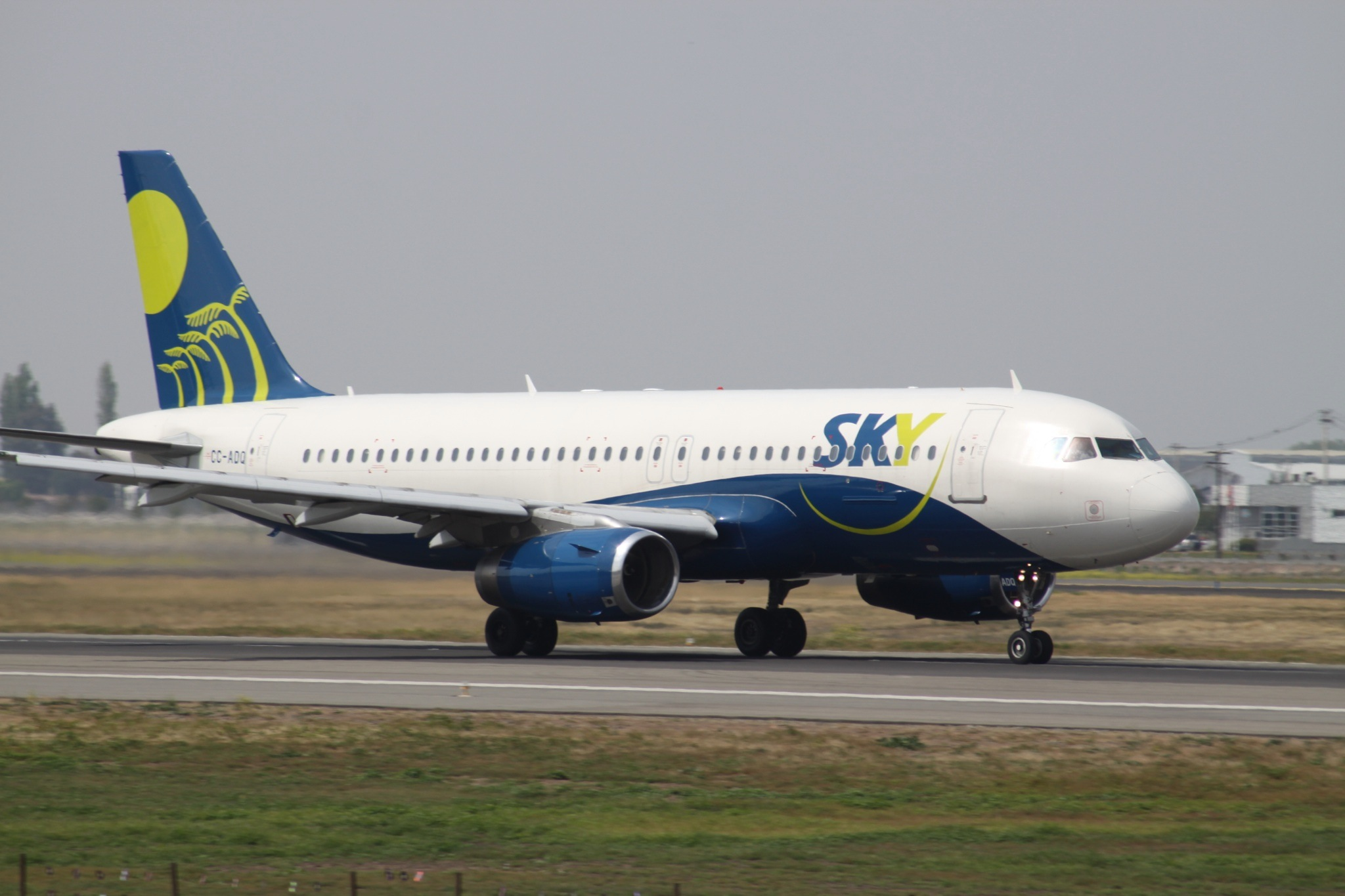
Airbus A320 immatriculé CC-ADQ